# لمنة فالديفيانية
لمنة فالديفيانية (الاسم العلمي:Lemna valdiviana) هي نوع من النباتات يتبع جنس اللمنة من الفصيلة اللوفية.